# 1-Chloroctan
1-Chloroctan ist eine chemische Verbindung aus der Gruppe der aliphatischen, gesättigten Halogenkohlenwasserstoffe.

## Gewinnung und Darstellung
1-Chloroctan kann durch Reaktion von 1-Octanol mit Thionylchlorid in DMF oder durch Reaktion von 1-Bromoctan mit Natriumchlorid unter Phasentransferkatalyse gewonnen werden.

## Eigenschaften
1-Chloroctan ist eine brennbare, schwer entzündbare, farblose Flüssigkeit mit charakteristischem Geruch, die praktisch unlöslich in Wasser ist.

## Verwendung
1-Chloroctan wird als Zwischenprodukt bei organischen Synthesen und als Stabilisator für Dibutylmagnesium verwendet.

## Sicherheitshinweise
Die Dämpfe von 1-Chloroctan können mit Luft ein explosionsfähiges Gemisch (Flammpunkt 61 °C, Zündtemperatur 222 °C) bilden.